# Mistrzostwa Polski w Tenisie Stołowym 2017
Mistrzostwa Polski w Tenisie Stołowym 2017 – 85. edycja mistrzostw, która odbyła się w Częstochowie w dniach 3–5 marca 2017 roku. 

## Medaliści
| Konkurencja             | Złoto                                                                          | Srebro                                                                                  | Brąz |
| gra pojedyncza kobiet   | Li Qian (KTS Tarnobrzeg)                                                       | Katarzyna Grzybowska-Franc (SKTS Sochaczew)                                             | Roksana Załomska (KU AZS AJD Częstochowa) Natalia Partyka (niestowarzyszona)                                                                   |
| gra pojedyncza mężczyzn | Daniel Górak (Bogoria Grodzisk Mazowiecki)                                     | Marek Badowski (Gwiazda Bydgoszcz)                                                      | Jakub Dyjas (Energa-Manekin Toruń) Zeng Yi Wang (Dojlidy Białystok)                                                                            |
| gra podwójna kobiet     | Natalia Partyka (niestowarzyszona) Katarzyna Grzybowska-Franc (SKTS Sochaczew) | Roksana Załomska (KU AZS AJD Częstochowa) Katarzyna Ślifirczyk (KU AZS AJD Częstochowa) | Klaudia Kusińska (GLKS Nadarzyn) Paulina Krzysiek (GLKS Nadarzyn) Natalia Bajor (KU AZS AJD Częstochowa) Sandra Wabik (KU AZS AJD Częstochowa) |
| gra podwójna mężczyzn   | Daniel Górak (Bogoria Grodzisk Mazowiecki) Jakub Dyjas (Energa-Manekin Toruń)  | Patryk Chojnowski (Dekorglass Działdowo) Wenliang Xu (Dekorglass Działdowo)             | Patryk Zatówka (KS AZS AWFiS Gdańsk) Paweł Fertikowski (Spójnia Warszawa) Daniel Bąk (Pogoń Lębork) Robert Floras (Polonia Bytom)              |
| gra mieszana            | Patryk Zatówka (KS AZS AWFiS Gdańsk) Julia Ślązak (Jedynka Łódź)               | Szymon Malicki (Olimpia-Unia Grudziądz) Roksana Załomska (KU AZS AJD Częstochowa)       | Konrad Kulpa (Energa-Manekin Toruń) Natalia Bajor (KU AZS UE Wrocław) Piotr Chodorski (Odra Głoska) Anna Węgrzyn (Śnieżnik Stronie Śląskie)    |